# 哈萨克斯坦死刑制度
哈萨克斯坦于2021年对所有罪行废除了死刑。
直到2021年，对普通犯罪废除了死刑，但对特殊情况下发生的犯罪（如战争罪）仍允许执行死刑。此前哈萨克斯坦的行刑方式为枪决，常见为背后向后脑开枪。

## 沿革
哈萨克斯坦已知的最后一次处决发生在2003年，在5月至11月期间有17位罪犯被枪决。2003年12月17日，努尔苏丹·纳扎尔巴耶夫总统宣布暂停执行死刑，随后将约40名囚犯的死刑判决减为无期徒刑。2007年，哈萨克斯坦修订了《哈萨克斯坦宪法》，废除了对所有罪行的死刑，但造成人命损失的恐怖行为和战争下的特别严重罪行除外。
大赦国际将哈萨克斯坦列为“仅对普通罪行废除死刑”。 此外，根据哈萨克斯坦法律，妇女不能被判处死刑。自暂停执行死刑以来，哈萨克斯坦已有6人被判处死刑。此后，除一人外，其余人的死刑都得到了减刑。2008年和2016年，哈萨克斯坦对联合国暂停执行死刑建议投了赞成票。
2020年9月23日，哈萨克斯坦总统卡西姆若马尔特·托卡耶夫宣布，哈萨克斯坦已经签署了《公民权利和政治权利国际公约第二任择议定书》。该议定书要求所有签署国承诺废除死刑，托卡耶夫补充说，哈萨克斯坦签署该议定书是“为了实现基本的生命权和人的尊严”，并计划尽快在其境内废除死刑。

## 案例
2006年，前警官鲁斯塔姆·伊布拉吉莫夫（Rustam Ibragimov）因策划暗杀著名政治家阿尔丁贝克·萨尔森巴尤利被判处死刑。2014年，伊布拉吉莫夫的死刑判决被改判为无期徒刑。
2016年11月，哈萨克斯坦法院以恐怖主义罪判处杀人犯鲁斯兰·库利克巴耶夫死刑，因为他在阿拉木图针对警察的枪击案中杀死了10人（包括8名警察）。库利克巴耶夫是目前哈萨克斯坦唯一被判处死刑的人。